# Under the Moon (ゲーム)
- Under the Moon
- Under The Moon

『Under The Moon』（アンダー・ザ・ムーン）は、2006年12月15日にシュガービーンズから発売された女性向け18禁恋愛アドベンチャーゲーム。また、2007年8月24日にファンディスク『Under The Moon 〜つきいろ絵本〜』が発売された。さらに、2009年6月25日にPlayStation 2への移植版『Under The Moon 〜Crescent〜』（クレセント）がディンプルより発売された。

## ストーリー
自身の魔力が弱まった事実を受け、魔界を司る現魔王は「世代交代」を宣言した。代々、子孫が受け継いできたその役目だったが、彼の一人娘であるアーシェは弱い魔力しか持たないためにその資格を得られない。だが、交代をせねば魔界の秩序が乱れてしまう。魔王が探し出した「魔王候補」を魔界へ招聘しようとしたそのとき、魔界の城が魔王の座を狙うもの達に襲われ、アーシェは自分に仕える使い魔のカイルと共に城から脱出、森へ逃げ出す。しかし不意に「魔界の外に通じる穴」に落ちてしまい、人間界に迷い込んでしまう。
見知らぬ建物の上に降り立ったアーシェは、偶然にも魔王候補の「レニ」と「セイジュ」という、アーシェ同様魔界から人間界にやってきた双子の男たちと知り合う。魔王の一大事を救うため、ふたりに「魔界に戻って」と願うアーシェだったが、レニもセイジュも頑として首を縦に振らない。さらに時を同じく人間界では悪魔狩りが始まり、運悪く魔界と人間界をつなぐ門が閉ざされてしまい、アーシェは帰れなくなってしまった。
「このままじゃ帰れない。パパの役に立ちたい。だから…」
アーシェは双子の暮らすマンションに無理矢理住み着き、そしてふたりと同じ学校に通いながら時を待つ。次に門が開いたら、レニとセイジュを必ず魔界へと連れて帰ると決意して。

## システム
本作には親密度などのほかに、天秤システムが搭載されており、右側に傾くと従順度が上がり、左側に傾くと悪魔度が上がる仕組みになっている。これらのパラメータが物語の進行に影響を与えるゲームシステムとなっている。主人公の名前は自由に設定可能。

## 登場人物
※キャストはPC版 / PS2版の順。特に表記のない場合は同様。PS2版の声優はユナンを除いてによる。
アーシェ
声：風音 / 櫻井浩美
本作の主人公。青み掛かった銀髪に紅い大きなリボンをしている。かなりの美少女。魔王の愛娘でありながら魔力が低く魔王を襲名できずにいる。父である魔王の溺愛のため周りに男性が居ない環境で育ってきており魔界では珍しい程に異性に対して免疫がない。純粋無垢な性格だが自分の感情に素直な為、若干我侭。
ずっと城の外に出た事が無かった為世間知らずな一面を持つ。反面、周囲に突っ込みを入れたり、いざという時はしっかりした面も見せる。好きなものはイチゴ。実は魔王候補の双子とは過去に面識があるが二人の事は魔王から記憶操作を受けており覚えていない。またその影響の為魔力が極端に低くなってしまっている。同じ夢を見ては起きると泣いているという事が度々ある。
見た目は少女だが実年齢は100歳以上。紅い大きなリボンには特別な思い入れがありずっとつけている。
魔王の弱点として命を狙われる事も多かったため、それを危惧した魔王が腕のたつレニ、セイジュの二人がアーシェ付き護衛になった事が3人の出会いである。そこでレニと相思相愛になるが、魔王の逆鱗に触れ、レニ、セイジュは魔界を追放される。
レニ
声:杉崎和哉 / 谷山紀章
魔王候補の双子の兄。漆黒の髪に青い瞳を持つ。容姿はいいためもてるが女性に対しての態度はかなり冷たく1度肉体関係を持った女性は2度と抱かない主義。アーシェに対しても冷たく当たるが時折優しさも見せる。ツンデレ。魔王の座には興味を示さない。過去にアーシェと相思相愛の関係になるもののその事実が魔王に知れたことによって引き離され魔界を追放されている。紅いリボンは彼が彼女に送った贈り物である。
セイジュ
声：浅野要二 / 遊佐浩二
魔王候補の双子の弟。青味がかった黒髪に緑の瞳を持つ。兄同様女性にもてるが一人に執着はしない。レニほど冷淡な印象はないものの、逆に普段の優しさの中に冷たさが垣間見えるなど実は兄よりずっと複雑で屈折した性格。何でも器用にこなせるが実は兄に対し激しい劣等感を持っている。レニと同じく、魔王の座には興味がない。
カイル
声：萩道彦 / 猫カイル：吉田愛理
アーシェの使い魔。本来は魔王の使い魔なのだが、人型をとらない事を条件に頼み込んでアーシェ付きにしてもらった。魔界ではケット・シーとして羽の生えた猫のような姿をしていた。しかし人間界に来てからは事情により本来の銀髪の青年の姿をしている。因みに人型になっても魔物なので羽・耳・尻尾は隠せない。性格はドジで慌て者だが気が優しく真面目。不慣れな世界に戸惑っているアーシェを常に温かく見守っている。趣味は料理。実は魔物の国では身分の高い名門の貴族出身。
天宮 瀬名（あまみや せな）
声：空野太陽 / 岸尾だいすけ
アーシェのクラスメイト。金色に近い茶髪に琥珀色の瞳。軽い性格で女の子が好きで誰にでも声をかけている。初めて会った日からアーシェを気に入りよく傍にいるため、レニやセイジュにはよく思われていない。
謎の男
声：安芸怜須ケン / 浜田賢二
アーシェが人間界で最初に出会った人物。黒い髪と赤い瞳を持つ吸血鬼。包容力のある豪快かつ大人な男性。アーシェの危機には助けてくれるが、その言動や正体は謎。名前は無いと言う為、アーシェ自らゼロと名前を付ける。前作『Love☆Drops～みらくる同居物語』に登場のユーゴとは兄弟関係である。
ユナン
声：プログレス / 千葉進歩
隠しキャラとして本作に登場。悪魔だが金に近い茶色の髪。
魔王
声：浜五郎
アーシェの父。つきいろ絵本で登場。
ばあや
声：細魚
アーシェの乳母。つきいろ絵本で登場。

## スタッフ
- 企画・原案・シナリオ：ひよ
- 原画・キャラクターデザイン：東条さかな
- 音楽：あるるかん
- オープニングテーマ「Under The Moon」
  - 作詞・作曲：あるるかん、歌：杉崎和哉
- エンディングテーマ「This Love」
  - 作詞・作曲・歌：Antistar

## 関連商品
CD
- Under The Moon ドラマCD 『あの月の下で』
  - 2007年1月26日発売、L.Field (LadyBug Field)
- Under The Moon 主題歌マキシシングル 「Under The Moon/This Love」
  - 2007年1月26日発売、L.Field (LadyBug Field)
- Under The Moon ドラマCD 『月の下でおやすみ』
  - 2007年8月24日発売、L.Field (LadyBug Field)
- Under The Moon サントラCD 『つきいろメロディ』
  - 2008年3月27日発売、L.Field (LadyBug Field)
- Under The Moon ドラマCD 『魔界でおやすみ』
  - 2008年3月27日発売、L.Field (LadyBug Field)
- Under the Moon ドラマCD 『Love Letters』
  - 2008年8月29日発売、L.Field (LadyBug Field)
- Under the Moon〜クレセント〜 ドラマCD 『つきいろカレンダー』
  - 2009年1月30日発売、dimple

書籍
- Under The Moon 公式ビジュアルファンブック
  - 2007年3月2日発売、エンターブレイン